# 家に帰ると妻が必ず死んだふりをしています。
『家に帰ると妻が必ず死んだふりをしています。』（いえにかえるとつまがかならずしんだふりをしています。）は2010年7月17日にYahoo! JAPANの質問・相談コーナーであるYahoo!知恵袋にkkajunskyという利用者が投稿した質問、ブログ日記。およびそれを題材にした楽曲、漫画、映画作品。

## 概要
Yahoo!知恵袋では日々様々な質問や相談事が投稿されるが、2010年7月17日に投稿されたその質問はかなり奇異なものであった。
内容としては妻が毎日死んだふりをしているというもの。それも血のりを使ったり、軍服を着て兵士の死体になりきったりと手の込んだ死んだふりをしており、妻の意図が分からないという夫からの質問だった。質問への回答としては、恐らく夫にかまってほしいのではないか。いい奥さんだから仲良くやっていくようにとの回答がされている。
7月23日には「ほぼ日P」がこの投稿を元にした楽曲を作成し、初音ミクを使用した動画をニコニコ動画にアップロードした。これにより、多くのニコニコユーザーの間に知名度が上がっていく。2011年2月には100万回再生を達成している。
9月8日にはkkajunskyはブログを立ち上げ、その後の顛末をブログ日記に記している。
2011年7月11日にはichidaの作画により漫画化され、PHP研究所より出版された。漫画版の原作者の表記はK.Kajunskyに改められている。
2017年5月、榮倉奈々・安田顕の主演で映画化が発表された。2018年6月4日公開。DVDとBlu-rayは2018年11月2日発売。

## 単行本
いずれも K･Kajunsky (著)、ichida (イラスト) 、PHP研究所。
- 家に帰ると妻が必ず死んだふりをしています。 2011年6月28日発売 ISBN 978-4569797755
- 家に帰ると妻が必ず死んだふりをしています。2 2012年6月16日発売 ISBN 978-4569805078
- 家に帰ると妻が必ず死んだふりをしています。3 2013年8月10日発売 ISBN 978-4569813110

## 映画
榮倉奈々・安田顕のW主演で2018年6月8日公開。配給はKADOKAWA。

### キャスト
- 加賀美ちえ：榮倉奈々(幼少期：横山芽生)
- 加賀美じゅん：安田顕
- 佐野壮馬：大谷亮平[8]（小出恵介[7]の代役）
- 佐野由美子：野々すみ花
- 蒲原：浅野和之
- 横山：品川徹
- 進一：螢雪次朗
- 茂木夫妻：半海一晃、峯村リエ
- 医師：久ヶ沢徹
- マンション管理人：星野園美
- TV画面の出演者：松澤匠、ぼくもとさきこ、荒木誠
- ちえの母：太田美恵
- すし屋の客：朝日昇
- アイスモナカ屋：新島勝夫

### スタッフ
- 原作：作：K.Kajunsky / 漫画：ichida「家に帰ると妻が必ず死んだふりをしています。」（PHP研究所刊）
- 監督：李闘士男
- 脚本：坪田文
- 音楽：安達練
- 主題歌：チャットモンチー「I Laugh You」（キューンミュージック）
- オープニング曲：『家に帰ると妻が必ず死んだふりをしています。』
- 製作：宮前泰志、松井智、坂井田弥希、清水卓智、丸山俊、市毛るみ子
- 企画・プロデュース：宮前泰志
- アソシエイト・プロデューサー：宇野航
- ラインプロデューサー：大崎裕伸
- ラインプロデューサー協力：大塚泰之
- 美術統括：北島和久
- 美術プロデューサー：小田嶋俊行
- 撮影：松本ヨシユキ、島秀樹
- 照明：三重野聖一郎
- 録音：小松崎永行
- 美術・装飾：山田好男
- スタイリスト：棚橋公子
- ヘアメイク：竹下フミ、高桑里圭
- スクリプター：阿保知香子、小林加苗
- 編集：岩切裕一
- 音響効果：大河原将
- キャスティング：おおずさわこ
- 助監督：大津是、増田伸弥
- 制作担当：末光洪太、小川賢治
- OP・EDイラスト：ichida
- VFX：西村了
- 宣伝プロデューサー：森島奈津子
- 宣伝：梶原真理
- 助成：文化庁文化芸術振興費補助金
- 配給・宣伝：KADOKAWA
- 制作プロダクション：リーライダーす
- 制作協力：三城、GHΖ Ltd.
- 企画：カラーバード
- 製作：「家に帰ると妻が必ず死んだふりをしています。」製作委員会（カラーバード、ハピネット、リーライダーす、PHP研究所、日本映画投資、アミューズ）